# Conspiració de San Blas
Conspiració de San Blas fou un moviment de caràcter republicà esdevingut a Madrid el 1795, inspirat en la Revolució Francesa, i que pretenia una revolta de les masses populars aprofitant la crisi econòmica i la creixent impopularitat de Manuel Godoy. Els inspiradors foren el pedagog il·lustrat Joan Baptista Marià Picornell i Gomila, Manuel Cortés, Sebastián Andrés i José Lax. El moviment va fracassar i els conspiradors foren desterrats a Veneçuela. Un cop allí, Picornell fou confinat a La Guaira (Estat de Vargas), on ideà un nou intent clandestí amb Manuel Gual i José María España, que fracassà novament.